# Гутник Йосип Михайлович
Гутник Йосип Михайлович (нар. 20 грудня 1911 — 30 січня 1984) — Герой Радянського Союзу (1943).

## Життєпис
Народився 20 грудня 1911 в селі Грузьке нині Добропільського району Донецької області України в родині селянина. Українець.
У 1939 році закінчив Володарську зоотехнічну школу. Працював зоотехніком.
У Червоній Армії Йосип Михайлович служив у 1933-36 роках і з 1941 року.
Учасник німецько-радянської війни з червня 1941 року. Старшина роти 1172-го стрілецького полку (348-та стрілецька дивізія, 63-а армія, Брянський фронт) старший сержант Йосип Гутник 12 липня 1943 в напружений момент бою підняв роту на штурм стратегічної висоти. Було захоплено 4 кулемети, взято в полон 19 гітлерівців. Прийнявши на себе командування ротою, відбив всі контратаки ворога.
Указом Президії Верховної Ради СРСР від 27 серпня 1943 року за зразкове виконання бойових завдань командування на фронті боротьби з німецько-нацистськими загарбниками і проявлені при цьому мужність і героїзм, старшому сержанту Гутнику Йосипу Михайловичу присвоєно звання Героя Радянського Союзу з врученням ордена Леніна і медалі "Золота Зірка "(№ 1260).
Після війни продовжував службу в лавах Радянської Армії.
З 1947 року лейтенант Гутник Йосип Михайлович — в запасі.
Жив у селі Завидово-Кудашеве Добропільського району Донецької області України. Працював експедитором на птахофабриці. Неодноразово обирався депутатом районної Ради депутатів трудящих.
З 1970 року Гутник Йосип Михайлович — пенсіонер союзного значення.
Помер 30 січня 1984.

## Нагороди
Нагороджений орденами Леніна, Червоного Прапора, медалями.